# Institute for Scientific Information
Pour les articles homonymes, voir ISI.
L'Institute for Scientific Information (ISI) a été créé par l'Américain Eugene Garfield en 1960. Il a été acquis par Thomson Scientific & Healthcare en 1992. Il a été connu sous le nom de Thomson ISI puis de Thomson Scientific. Il reprend son nom lors de la revente par Thomson de sa branche « Propriété intellectuelle et activités scientifiques » et son intégration à Clarivate Analytics, devenu Clarivate en 2021.  
ISI offre des services de bases de données bibliographiques. Sa spécialité est l'indexation de citation et leur analyse, un domaine où Garfield fut un pionnier. Il maintient trois bases de données de citations couvrant des milliers de revues scientifiques : Science Citation Index (SCI) ; Arts and Humanities Citation Index (A&HCI) ; et Social Sciences Citation Index accessibles seulement à travers le service appelé Web of Science. Ces bases de données permettent au chercheur d'identifier les articles les plus souvent cités, et de savoir qui les a cités.
ISI publie aussi un rapport annuel, le Journal Citation Reports, qui établit un facteur d'impact pour chaque journal suivi. Dans la communauté scientifique, le facteur d'impact joue un rôle très important, bien que très controversé, car il est souvent utilisé pour « mesurer » la qualité des chercheurs.